# Peaceville Records
Peaceville Records — британский независимый метал-ориентированный лейбл звукозаписи.

## История
Лейбл был основан в 1987 году в Дьюсбери, Англия, Полом «Хэмми» Холмшоу (Paul «Hammy» Halmshaw) — участником групп Instigators и Civilised Society?, а также сессионным барабанщиком Sore Throat. Первоначально лейбл занимался выпуском анархо-панка, со временем склоняясь в сторону метала благодаря краст-панку и схожим формам метала, влиявшим на английский хардкор-панк. Будучи основанным в 1981 году для распространения демо-кассет Instigators, к 1988-му году «Peaceville Records» превратился в полноценное музыкальное издательство.
Лейбл наиболее известен благодаря связям между дум-металом и английской краст-панк-сценой 1980-х. Родственные лейблы «Deaf Records» и «Dreamtime» были сконцентрированы больше на трэш-метале и психоделической электронике соответственно.
Тем не менее, начиная с 1990-х годов «визитной карточкой» лейбла стали группы Autopsy, Darkthrone, My Dying Bride, Anathema, Opeth, Katatonia и Paradise Lost, известные как «Конюшня Peaceville» (англ. Peaceville Stable). «Peaceville» также прославился благодаря своей политике, направленной против мажор-лейблов, и левыми политическими взглядами.
В ноябре 2006, после 25 лет существования лейбла, Хэмми объявил, что он и его компаньон Лиза Холмшоу оставляют лейбл, чтобы сконцентрироваться на новых проектах, а обязанности топ-менеджера возьмёт на себя его бывший помощник Пол Граундвелл, за чем последовала продажа бэк-каталога специалистам из «Snapper Music», которые занимаются дистрибуцией релизов «Peaceville» начиная с 2001 года.

## Скандал сTransilvanian Hunger
В 1994 году группа Darkthrone выпускает альбом Transilvanian Hunger, на обложке которого было написано «Эта пластинка выше всякой критики и тот, кто осмелится критиковать её будет обвинён в жидовстве», а также присутствовала надпись «Arisk Black Metal» . Многие магазины отказываются брать этот альбом и Peaceville в первый раз не продвигают альбом группы . Следующий тираж был выпущен без этих надписей, а также группа извинилась за свои действия .

## Сборники
- A Vile Peace (1987)
- Vile Vibes (1990)
- Peaceville Volume 4 (1992)
- The Best of Peaceville (1995)
- Autumn Sampler '95 (1995)
- Under the Sign of the Sacred Star (1996)
- Peaceville X (1998)
- Peaceville Classic Cuts (2001)
- Peaceville Sampler 2002 (2002)
- New Dark Classics (2006)
- Metal Hammer (2006)
- 21 Years Of Doom, Death & Darkness (2008)

## Сублейблы
- Deaf Records
- Dreamtime Recordings
- Major Records
- Tyrant Syndicate